# Істемі-каган
Істемі-каган (давно-тюркська:  , кит.: 室點密) — ябгу Тюркського каганату (552—576) і правитель західної частини Тюркського каганату (554—576).
Він належав до племені кок-тюрків (ашина). Ім'я хана Істемі не тюркського, а фіно-угорського походження, і є назвою духа-предка. Разом зі старшим братом Бумином Істемі-каган побудував основи Тюркського каганату. Був правителем західних територій Тюркського каганату і панував над согдійцями. Істемі носив титул ябгу-кагана — західно-тюркський титул верховного правителя. Майже незалежний правитель десяти західних тюркських племен. Бумин-каган та Істемі-каган, здійснюючи зі своїми військами походи, підкорили собі, за словами китайського літопису, численні племена, що населяли величезну територію від Хінганського хребта на сході до Кавказу на заході. Вони відправили посла до римського імператора Маврикія і повідомили йому, що вони завоювали «сьому частину світу», тобто майже весь світ.
Під час свого правління Істемі встановив дипломатичні відносини з Перською і Візантійською імперіями, близько 555 року встановив зверхність над Хорезмом, спільно з перським шахиншахом Хосровом I 560 (за іншими відомостями 565) року в битві біля Бухари (відома як битва при Гол-Зарріум) завдав поразки ефталітам на чолі із Гадфаром, володарем Трансоксіани і Тохаристану. В результаті ефталіти втратили володіння в Центральній Азії, а рештки перетворилися на князівства в Тохаристані.
У 568 році в місті Таразі каган Істемі зустрічав послів з Візантії на чолі із Земархом Кілікійським. Тоді ж до тюрків направила посольство Персія. Істемі-каган як подарунок візантійському послу підніс дівчину-рабиню, взяту з народу киргизів.
Але Істемі-каган був не тільки розумним правителем, а й досконало володів військовим мистецтвом. Завдяки цьому він тримав владу в своїх руках протягом багатьох років.
Помер Істемі-каган в 576 році. Його сином був Тюрксанф (Кара-Чурин-Тюрк). Після смерті Істемі-кагана Кара-Чурин успадкував верховну владу на заході і титул тардуш-хана, після чого перестав ходити в далекі походи.